# Felix Bärwinkel
Richard Félix Bärwinkel (né le 16 octobre 1864 à Arnstadt et mort le 27 juillet 1927 à Sondershausen) est un avocat administratif allemand et député du Reichstag.

## Biographie
Felix Bärwinkel est le fils de Reinhold Bärwinkel (de), président du parlement de Schwarzbourg-Sondershausen (de). Il étudie à l'école communautaire et le lycée d'Arnstadt. Après avoir obtenu son diplôme d'études secondaires, il étudie le droit à l'Université d'Iéna et à l'Université Frédéric de Halle. En 1885, il devient actif dans le Corps Saxonia Jena. Quand il était inactif, il déménage à l'Université Frédéric-Guillaume de Berlin. En 1889, il passe l'examen de stagiaire en droit et obtient son doctorat en droit à l'Université de Heidelberg. En 1895, il devient assesseur de tribunal et en 1897, il passe de l'administration de la justice à l'administration interne. En tant qu'assesseur du gouvernement, il devient administrateur de l'arrondissement de Sondershausen (de) en 1898. Il est lieutenant dans la réserve du 15e régiment d'artillerie de campagne dans la 42e division d'infanterie.
De 1903 à 1918, il est député du Reichstag pour la 1re circonscription de Schwarzbourg-Sondershausen (Sondershausen (de), Arnstadt (de), Gehren (de), Ebeleben (de)) avec le Parti national-libéral.

## Honneurs
- Croix d'honneur de Schwarzbourg de 3e classe
- Ordre de l'Aigle rouge de 4e classe
- Ordre de la Maison du Faucon Blanc, croix de chevalier
- Médaille du jubilé du gouvernement de 1905 (Schwarzburg-Sondershausen) (de)
- Médaille de la Croix-Rouge prussienne de 2e classe
- Prix du service de la Landwehr prussienne de 2e classe.